# Jaecoo
Jaecoo ist eine Marke des chinesischen Fahrzeugherstellers Chery Automobile, die im Jahr 2023 auf den Markt kam. Die Marke wurde gegründet, um SUVs außerhalb Chinas zu vermarkten.

## Beschreibung
Die Marke wurde im April 2023 in Wuhu, China, zusammen mit der Marke Omoda eingeführt. Die beiden Marken (als „O&J“-Marken bezeichnet) werden nur außerhalb Chinas vermarktet, um die Exportstrategie des Unternehmens zu unterstützen. Ziel beider Marken ist es, bis 2030 einen weltweiten Jahresabsatz von 1,4 Millionen Einheiten zu erreichen (ohne China). Im selben Monat gründete Chery in China ein eigenes Unternehmen mit dem Namen „Anhui Omoda Jaecoo Automobile Co., Ltd.“ als Vertriebsgesellschaft.

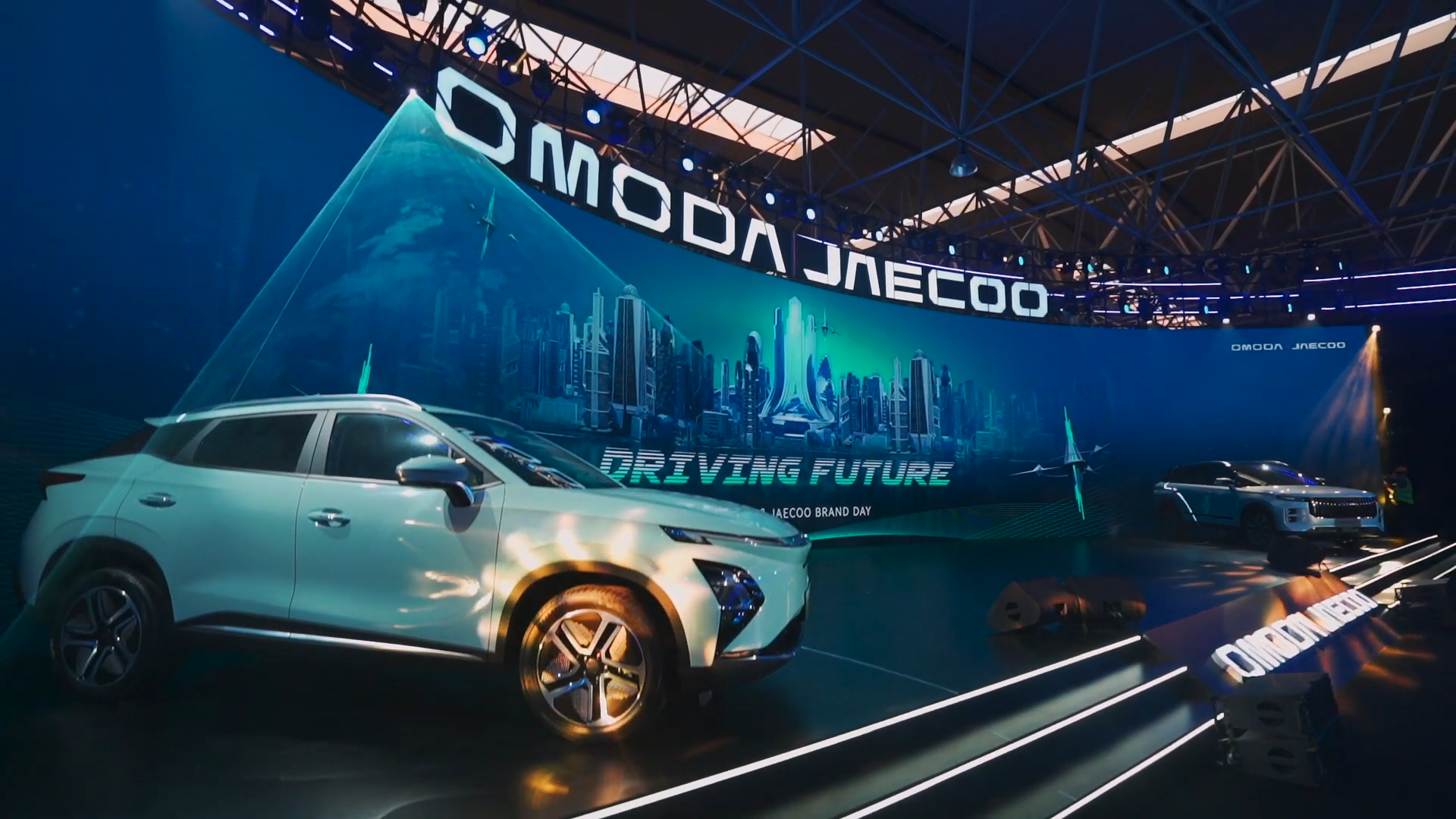
Einführung der Marken Omoda und Jaecoo auf der Auto Shanghai 2023

Der Name basiert auf dem deutschen Wort „Jäger“ und dem englischen Wort „cool“.

## Produkte

### Aktuelle Modelle
Das erste Modell von Jaecoo ist der J7, ein umbenannter Chery Tansuo 06, dem im Oktober 2023 auf dem Genfer Auto-Salon in Doha der J8 (ein umbenannter Chery Tiggo 9) folgte. Der J6 wird in China als Chery iCar 03 vermarktet. Im Oktober 2024 wurde dann der J5 vorgestellt.
- Jaecoo J5 (seit 2025)
- Jaecoo J6 (seit 2024)
- Jaecoo J7 (seit 2023)
- Jaecoo J8 (seit 2024)

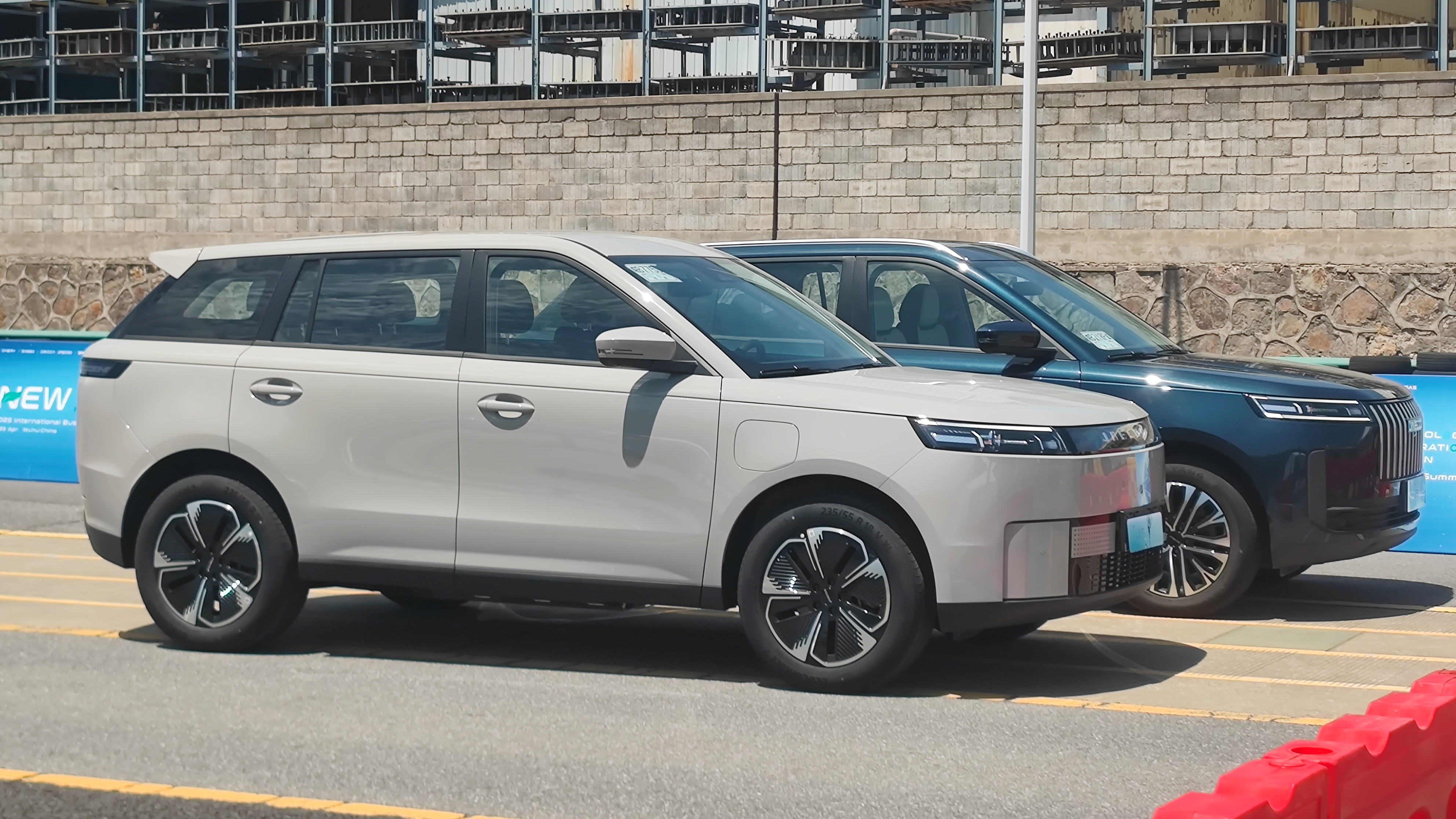
Jaecoo J5
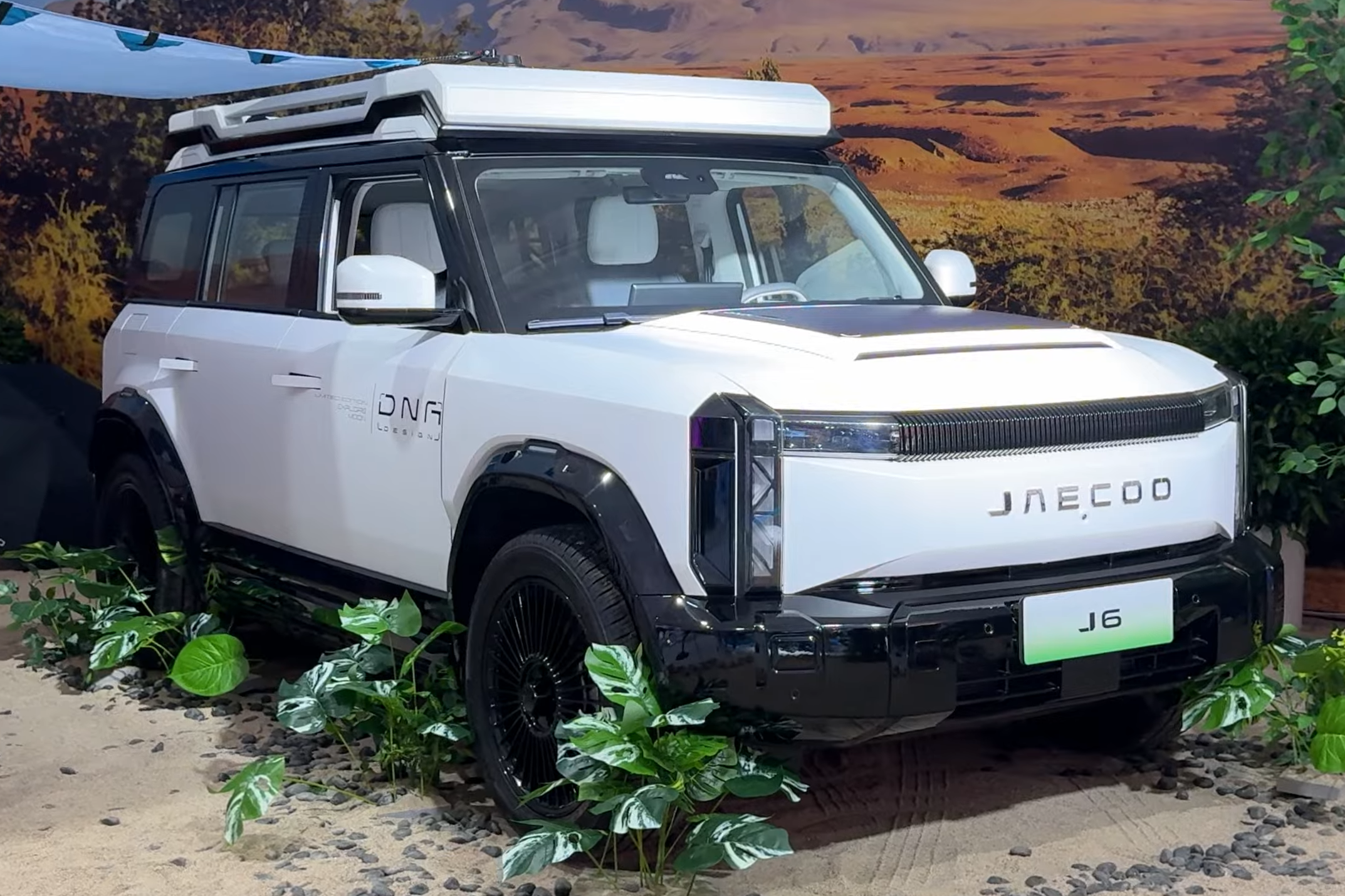
Jaecoo J6
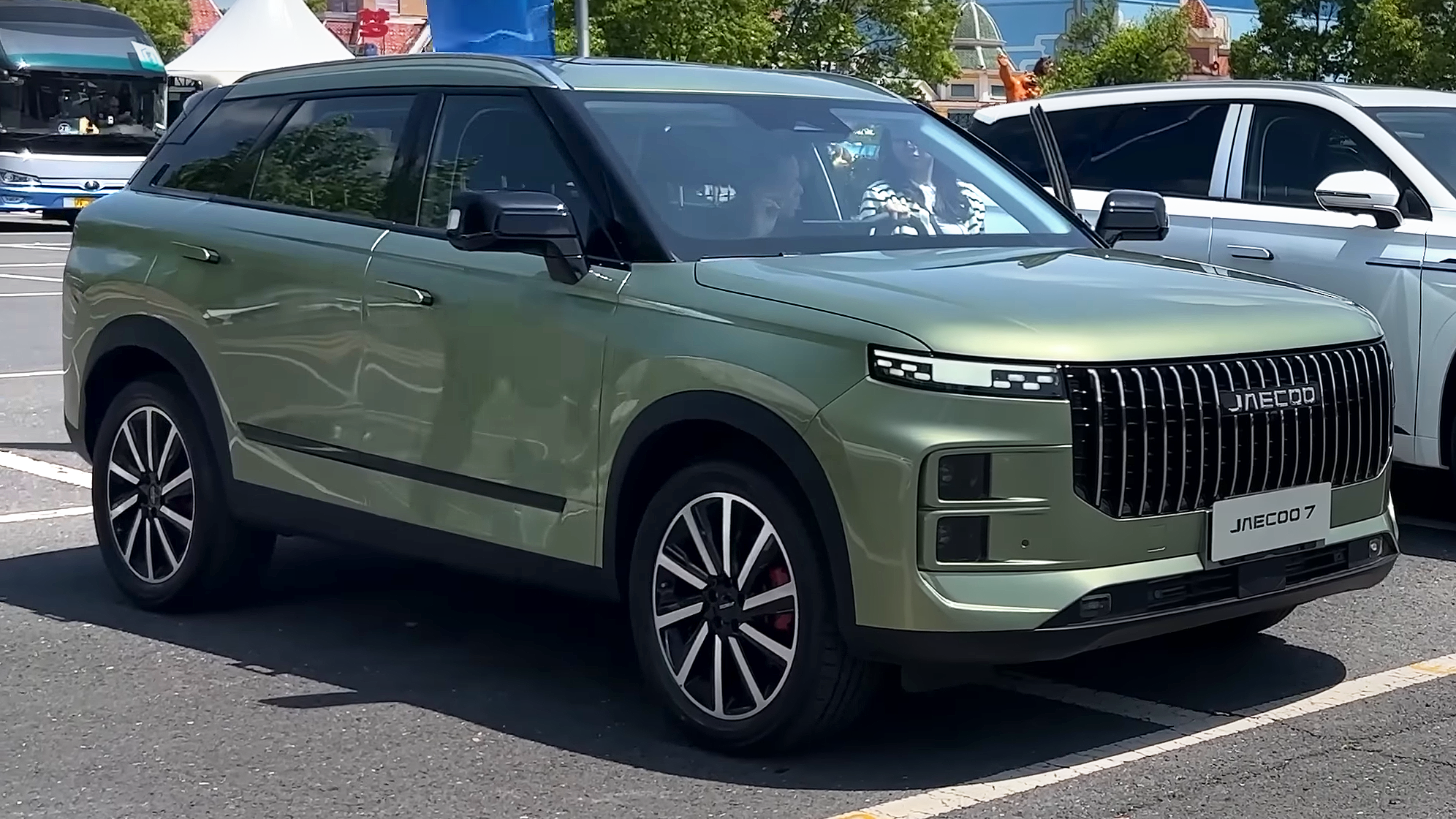
Jaecoo J7
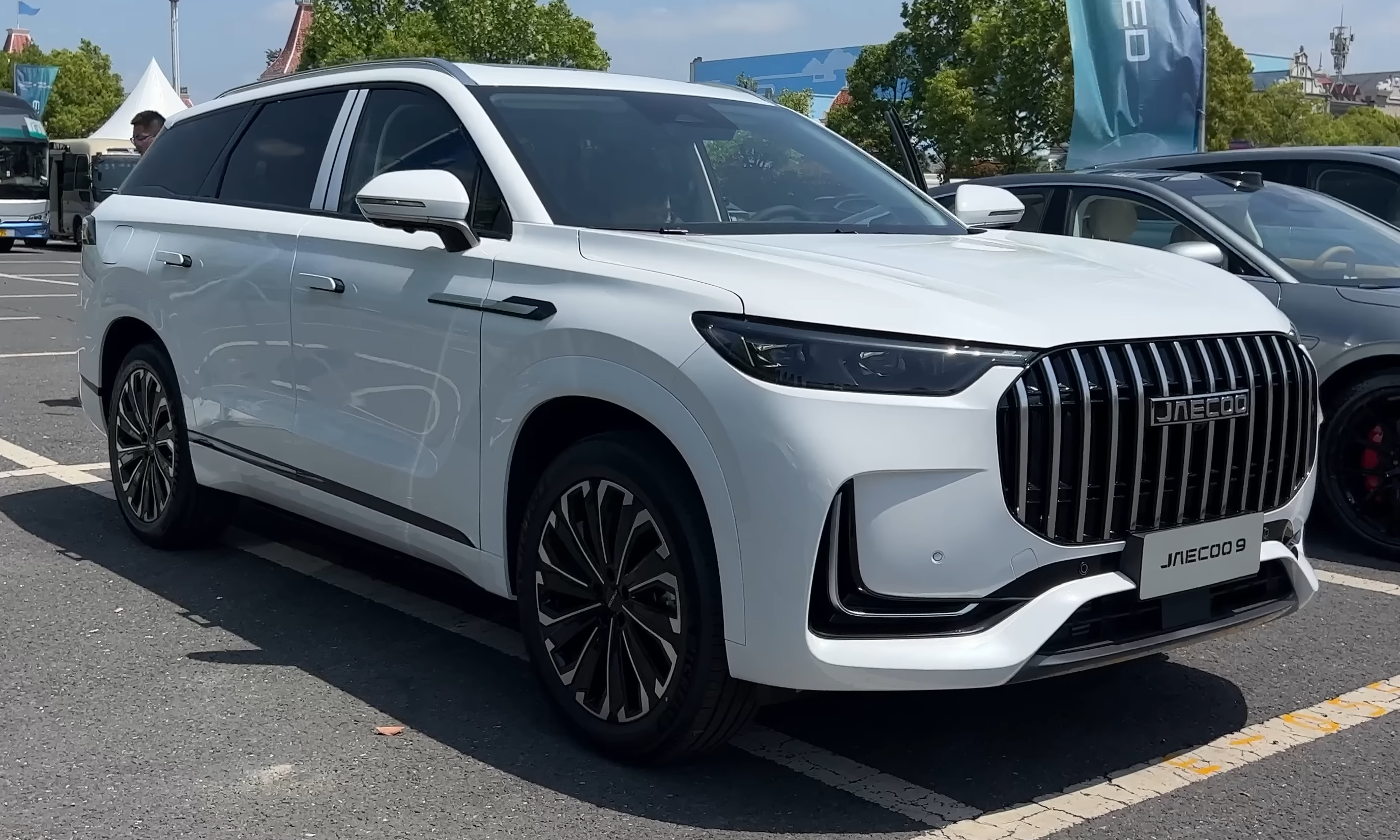
Jaecoo J8